# 秩父鉄道500系電車
秩父鉄道500系電車（ちちぶてつどう500けいでんしゃ）は秩父鉄道に在籍していた通勤形電車である。

## 概要
1962年 - 1967年に日本車輛東京支店で、デハ500形とクハ600形による2両編成9本、合計18両が製造された。車体形状等は300系に準じているが、車内はロングシートである。このため側面の客用窓は小さくなり、窓割りが大きく異なっている。
前面は正面二枚窓のいわゆる湘南形であったが、前照灯が二灯化されたため、300系との識別は容易であった。
なお、300系第2編成では空気バネ台車（NA301）に変更されたが、当形式では再びコイルバネ式台車のNA12が採用された。
また、電動車と制御車の2両編成になったことから主電動機の出力が300系に比べ増強された。
連結面側には便所・洗面所が設置されていたが、垂れ流し式であったため、黄害の問題から昭和50年代には閉鎖されていた。
電動方式は1Mとしたため、電動発電機(MG)と電動空気圧縮機(CP）をデハ500形に集中搭載されており、300系と同様日本エアブレーキ(現・ナブテスコ）製DH-25形を搭載する。
この投入が2025年に至るまで、最後の自社発注の新形式車となった。

## その後の変化

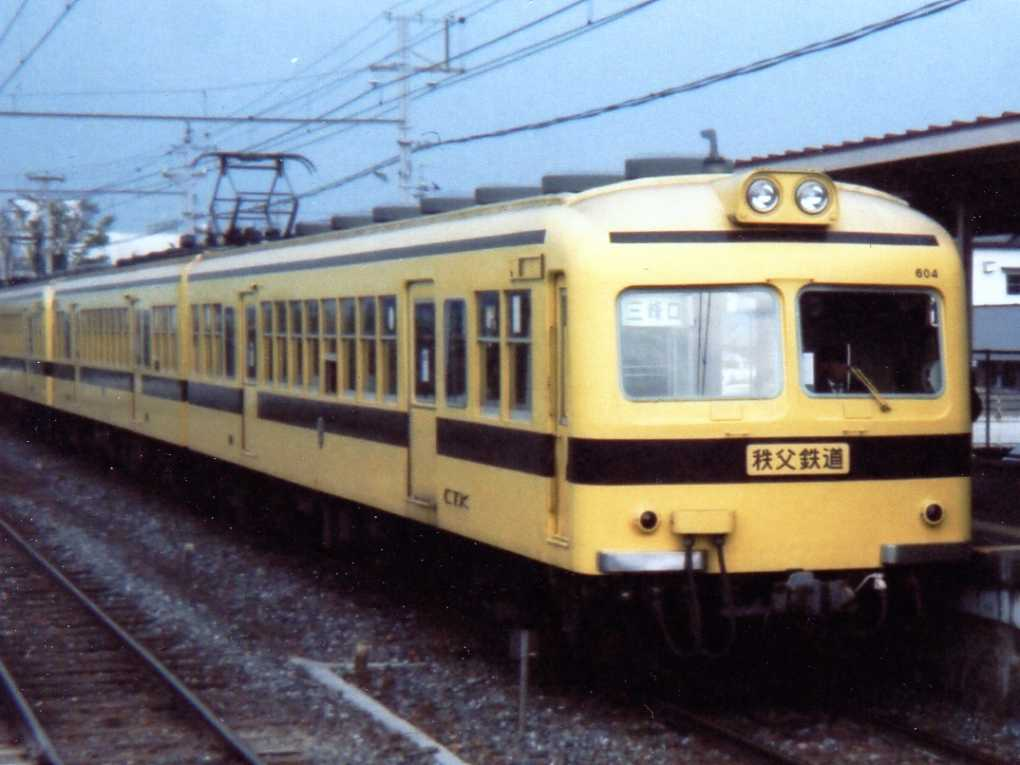
塗装変更後

登場以来変化のなかった500系であったが、1985年頃には前面のサボを廃し助士席側に100形と同タイプの方向幕が取り付けられた（前面サボ受けには「秩父鉄道」のサボを表示）。1986年には黄色に茶帯のカラーになった。この際「秩父鉄道」のサボとサボ受けは撤去され、同位置に「秩父鉄道」のロゴが取り付けられた。白熱灯であった前照灯も、1980年代後半にシールドビーム化されている。

## 置き換え
1991年11月に、本形式の置き換え用として2000系が投入され、1992年3月31日付けで全車廃車となった。さよなら運転などは行われなかった。本系列の車齢の若い車両はおよそ25年で、地方私鉄としては異例の短命であった。2014年まで使用された1000系の一部車両よりも新しいものだったが、急行用の300系と共通設計だったため通勤用にもかかわらず片開き2扉車であったことから、両開き4扉の1000系に比べて乗降に手間取ることや、ATSなどの保安装置が未設置だったことなどが廃車を早めた原因だったとされる。
廃車後は石原駅構内などに留置されたのち、広瀬川原駅（熊谷工場）で全車とも解体されたため（クハ602のみ長期間留置後の解体）現存しない。

## その他
1978年には、デキ6・7号電気機関車のさよなら運転の客車として利用され、6両もの編成を組んだ（当初は4両の予定であった）。